# Wellington Classic 1989
Il 'Wellington Classic 1989 è stato un torneo di tennis giocato sul cemento.
È stata la 2ª edizione del torneo, che fa parte del Nabisco Grand Prix 1989.
Si è giocato a Wellington in Nuova Zelanda dall'2 gennaio all'8 gennaio 1989.

## Campioni

### Singolare
Kelly Evernden ha battuto in finale  Shūzō Matsuoka con il punteggio di 7–5, 6–1, 6–4

### Doppio
Peter Doohan /  Laurie Warder hanno battuto in finale  Rill Baxter /  Glenn Michibata con il punteggio di 3–6, 6–2, 6–3